# Liste der Seen in Kenia
Die Liste von Seen in Kenia enthält alle größeren Seen, mit denen Kenia eine Küstenlinie hat, einige ausgewählte kleinere Seen, sowie die größten Stauseen.
| Name                            | Größe [km²] | Tiefe [m] | Seehöhe [m] | angrenzende Countys/Staaten                                                                 | Koordinaten                 | Foto | Anmerkung |
| ------------------------------- | ----------- | --------- | ----------- | ------------------------------------------------------------------------------------------- | --------------------------- | ---- | --- |
| Baringosee (Lake Baringo)       | 128         | 4,1       | 970         | Baringo County                                                                              | 0° 37′ 49″ N, 36° 3′ 51″ O  |      | Süßwassersee |
| Bogoriasee (Lake Bogoria)       | 34          | 9         | 970         | Baringo County                                                                              | 0° 15′ 33″ N, 36° 6′ 5″ O   |      | Natronsee, UNESCO-Weltnaturerbe |
| Chala-See (Lake Chala)          | 4,2         | 90        | 877         | Taita-Taveta County, Tansania                                                               | 3° 19′ 0″ S, 37° 42′ 0″ O   |      | Der Chala-See ist ein Kratersee an der Südostflanke des Kilimandscharo und an der Grenze zu Kenia. Etwa 10 % des Sees liegen in Kenia.                                                                              |
| Chew Bahir (Lake Chew Bahir)    | ca. 800     | 7,5       | 520         | Marsabit County, Äthiopien                                                                  | 4° 41′ 12″ N, 36° 51′ 6″ O  |      | Salzsee (weniger als 1 % des Sees liegt in Kenia) |
| Elmenteitasee (Lake Elmenteita) | 21          | 1,5       | 1790        | Nakuru County                                                                               | 0° 26′ 37″ S, 36° 15′ 31″ O |      | Natronsee, UNESCO-Weltnaturerbe |
| Jipe-See (Lake Jipe)            | 28          |           | 704         | Taita-Taveta County, Tansania                                                               | 3° 34′ 54″ S, 37° 45′ 19″ O |      | mehr als 60 Inseln (ca. 45 % des Sees liegen in Kenia) |
| Kamnaroksee (Lake Kamnarok)     | 1           |           |             | Baringo County                                                                              | 0° 38′ 0″ N, 35° 37′ 0″ O   |      | Natronsee |
| Kanyabolisee (Lake Kanyaboli)   |             |           |             | Siaya County                                                                                | 0° 3′ 32″ N, 34° 9′ 36″ O   |      | im Sumpf gelegen |
| Kesses Damm (Kesses Dam)        | 1,89        |           |             | Uasin Gishu County                                                                          | 0° 16′ 51″ N, 35° 20′ 1″ O  |      | Stausee |
| Logipisee (Lake Logipi)         |             |           | 5           | Turkana County                                                                              | 2° 14′ 0″ N, 36° 34′ 0″ O   |      | Salzsee, Natronsee, Thermalquellen |
| Magadisee (Lake Magadi)         | 141         | 1         | 579         | Kajiado County                                                                              | 1° 52′ 0″ S, 36° 16′ 0″ O   |      | Natronsee |
| Naivashasee (Lake Naivasha)     | 135         | 8         | 1880        | Nakuru County                                                                               | 0° 46′ 10″ S, 36° 20′ 25″ O |      | Süßwassersee, UNESCO-Weltnaturerbe |
| Nakurusee (Lake Nakuru)         | 40          | 4,5       | 1760        | Nakuru County                                                                               | 0° 22′ 0″ S, 36° 5′ 0″ O    |      | Natronsee, UNESCO-Weltnaturerbe |
| Natronsee (Lake Natron)         | 1040        | 2         | 605         | Narok County, Tansania                                                                      | 2° 25′ 0″ S, 36° 0′ 0″ O    |      | Der Natronsee ist wegen seines warmen Wassers eine ideale Brutstätte für Flamingos. Wegen der in ihm lebenden Mikroorganismen kann er rötlich gefärbt sein. je nach wasserstand liegt bis zu 1 % des Sees in Kenia. |
| Turkana-See (Lake Turkana)      | 6405        | 73        | 375         | Turkana County, Marsabit County, Samburu County, Äthiopien                                  | 3° 35′ 17″ N, 36° 7′ 2″ O   |      | Salzsee, Endsee, UNESCO-Weltnaturerbe (99,6 % des Sees liegen in Kenia) |
| Victoriasee (Lake Victoria)     | 68.870      | 85        | 1135        | Busia County, Siaya County, Homa Bay County, Kisumu County, Migori County, Tansania, Uganda | 1° 0′ 0″ S, 33° 0′ 0″ O     |      | größter See Afrikas sowie zweitgrößter Süßwassersee und drittgrößter See der Welt (6 % des Sees liegen in Kenia) |